# Buffalo (album)
Buffalo è un doppio album dal vivo del musicista Frank Zappa, pubblicato postumo nel 2007. La registrazione risale all'ottobre 1980 ed è stata effettuata a New York.

## Tracce
Disco 1
1. Chunga’s Revenge – 8:34
2. You Are What You Is – 4:12
3. Mudd Club – 3:02
4. The Meek Shall Inherit Nothing – 3:21
5. Cosmik Debris – 3:50
6. Keep It Greasy – 2:58
7. Tinsel Town Rebellion – 4:19
8. Buffalo Drowning Witch – 2:44
9. Honey, Don’t You Want a Man Like Me? – 4:36
10. Pick Me, I’m Clean – 10:15
11. Dead Girls Of London – 3:02
12. Shall We Take Ourselves Seriously? – 1:36
13. City of Tiny Lites – 9:58

Disco 2
1. Easy Meat – 9:26
2. Ain’t Got No Heart – 2:00
3. The Torture Never Stops – 23:36
4. Broken Hearts Are for Assholes – 3:39
5. I’m So Cute – 1:38
6. Andy – 8:14
7. Joe's Garage – 2:12
8. Dancin' Fool – 3:36
9. The “Real World” Thematic Extrapolations – 8:53
10. Stick It Out – 5:36
11. I Don't Wanna Get Drafted – 2:48
12. Bobby Brown – 2:42
13. Ms Pinky – 3:48

## Formazione
- Frank Zappa - voce, chitarra
- Steve Vai - chitarra, voce
- Ray White - chitarra, voce
- Ike Willis - chitarra, voce
- Tommy Mars - tastiere, voce
- Bob Harris - tastiere, tromba, voce
- Arthur Barrow - basso, voce
- Vinnie Colaiuta - batteria, voce